# Vesna Teršelič
Vesna Teršelič, née en 1962 est une militante pour la paix qui a fondé la campagne contre la guerre de Croatie. En 1998, elle est co-récipiendaire du Right Livelihood Award avec Katarina Kruhonja (en) du Centre pour la paix, la non violence et les droits humains à Osijek.

## Biographie
Teršelič est slovène et elle nait à Ljubljana en 1962. Elle vit à Zagreb, où elle travaille comme militante pour la paix.
Vesna Teršelič organise la campagne contre la guerre en Croatie en 1991 pour empêcher les conflits de guerre sur les territoires de l'ex-Yougoslavie. Selon ses propres mots : « Nous avons lancé la [campagne] anti-guerre le 4 juillet 1991, ce qui signifie que nous l'avons fait trop tard, car toute l'année précédente... s'est passée dans l'espoir que les politiciens feraient certainement quelque chose pour parvenir à un accord de manière diplomatique, en parvenant à une nouvelle forme d'arrangement entre les Croates et les Serbes en Croatie.» Elle lance avec ses amis le magazine Arkzin en septembre 1991 pour faire campagne pour la paix et lancer des recherches sur les conflits liés à la guerre.
Elle devient directrice de Documenta - Centre pour analyser le passé.
En 2017, Teršelič signe la Déclaration sur la langue commune des Croates, Serbes, Bosniaques et Monténégrins.